# Gran Premio di superbike di Phillip Island 2016
Il Gran Premio di superbike di Phillip Island 2016 è stata la prima prova su tredici del campionato mondiale Superbike 2016, è stato disputato il 27 e 28 febbraio sul circuito di Phillip Island e in gara 1 ha visto la vittoria di Jonathan Rea davanti a Chaz Davies e Michael van der Mark, lo stesso pilota si è ripetuto anche in gara 2, davanti a Michael van der Mark e Davide Giugliano.
La vittoria nella gara valevole per il campionato mondiale Supersport 2016 è stata ottenuta da Randy Krummenacher.

## Risultati

### Gara 1

#### Arrivati al traguardo
| Pos. | Nº | Pilota               | Squadra                  | Motocicletta           | Giri | Tempo     | Griglia | Punti |
| ---- | -- | -------------------- | ------------------------ | ---------------------- | ---- | --------- | ------- | ----- |
| 1º   | 1  | Jonathan Rea         | Kawasaki Racing          | Kawasaki ZX-10R        | 22   | 33'47.823 | 3º      | 25    |
| 2º   | 7  | Chaz Davies          | Aruba.it Racing - Ducati | Ducati 1199 Panigale R | 22   | +0.063    | 9º      | 20    |
| 3º   | 60 | Michael van der Mark | Honda World Superbike    | Honda CBR1000RR SP     | 22   | +0.487    | 6º      | 16    |
| 4º   | 34 | Davide Giugliano     | Aruba.it Racing - Ducati | Ducati 1199 Panigale R | 22   | +0.647    | 2º      | 13    |
| 5º   | 66 | Tom Sykes            | Kawasaki Racing          | Kawasaki ZX-10R        | 22   | +3.429    | 1º      | 11    |
| 6º   | 50 | Sylvain Guintoli     | Pata Yamaha              | Yamaha YZF R1          | 22   | +3.510    | 4º      | 10    |
| 7º   | 2  | Leon Camier          | MV Agusta Reparto Corse  | MV Agusta 1000 F4      | 22   | +10.721   | 10º     | 9     |
| 8º   | 81 | Jordi Torres         | Althea BMW Racing        | BMW S1000 RR           | 22   | +11.539   | 12º     | 8     |
| 9º   | 69 | Nicky Hayden         | Honda World Superbike    | Honda CBR1000RR SP     | 22   | +15.534   | 7º      | 7     |
| 10º  | 25 | Joshua Brookes       | Milwaukee BMW            | BMW S1000 RR           | 22   | +23.239   | 14º     | 6     |
| 11º  | 40 | Román Ramos          | Team GoEleven            | Kawasaki ZX-10R        | 22   | +23.411   | 17º     | 5     |
| 12º  | 32 | Lorenzo Savadori     | IodaRacing               | Aprilia RSV4 RF        | 22   | +24.012   | 8º      | 4     |
| 13º  | 17 | Karel Abraham        | Milwaukee BMW            | BMW S1000 RR           | 22   | +37.281   | 16º     | 3     |
| 14º  | 46 | Mike Jones           | Desmo Sport Ducati       | Ducati 1199 Panigale R | 22   | +44.720   | 21º     | 2     |
| 15º  | 20 | Sylvain Barrier      | Pedercini Racing         | Kawasaki ZX-10R        | 22   | +46.357   | 15º     | 1     |
| 16º  | 9  | Dominic Schmitter    | Grillini Racing          | Kawasaki ZX-10R        | 22   | +1'08.238 | 19º     |       |
| 17º  | 11 | Saeed Al Sulaiti     | Pedercini Racing         | Kawasaki ZX-10R        | 22   | +1'08.299 | 20º     |       |
| 18º  | 56 | Péter Sebestyén      | Team Tóth                | Yamaha YZF R1          | 22   | +1'30.771 | 22º     |       |
| 19º  | 10 | Imre Tóth            | Team Tóth                | Yamaha YZF R1          | 21   | +1 giro   | 23º     |       |

#### Ritirati
| Nº | Pilota              | Squadra           | Motocicletta           | Giri | Griglia |
| -- | ------------------- | ----------------- | ---------------------- | ---- | ------- |
| 21 | Markus Reiterberger | Althea BMW Racing | BMW S1000 RR           | 21   | 11º     |
| 22 | Alex Lowes          | Pata Yamaha       | Yamaha YZF R1          | 16   | 5º      |
| 12 | Javier Forés        | Barni Racing      | Ducati 1199 Panigale R | 11   | 13º     |
| 15 | Alex De Angelis     | IodaRacing        | Aprilia RSV4 RF        | 3    | 18º     |

### Gara 2

#### Arrivati al traguardo
| Pos. | Nº | Pilota               | Squadra                  | Motocicletta           | Giri | Tempo     | Griglia | Punti |
| ---- | -- | -------------------- | ------------------------ | ---------------------- | ---- | --------- | ------- | ----- |
| 1º   | 1  | Jonathan Rea         | Kawasaki Racing          | Kawasaki ZX-10R        | 22   | 33'48.377 | 3º      | 25    |
| 2º   | 60 | Michael van der Mark | Honda World Superbike    | Honda CBR1000RR SP     | 22   | +0.831    | 6º      | 20    |
| 3º   | 34 | Davide Giugliano     | Aruba.it Racing - Ducati | Ducati 1199 Panigale R | 22   | +1.472    | 2º      | 16    |
| 4º   | 69 | Nicky Hayden         | Honda World Superbike    | Honda CBR1000RR SP     | 22   | +1.511    | 7º      | 13    |
| 5º   | 50 | Sylvain Guintoli     | Pata Yamaha              | Yamaha YZF R1          | 22   | +2.439    | 4º      | 11    |
| 6º   | 66 | Tom Sykes            | Kawasaki Racing          | Kawasaki ZX-10R        | 22   | +3.320    | 1º      | 10    |
| 7º   | 81 | Jordi Torres         | Althea BMW Racing        | BMW S1000 RR           | 22   | +13.744   | 12º     | 9     |
| 8º   | 21 | Markus Reiterberger  | Althea BMW Racing        | BMW S1000 RR           | 22   | +15.084   | 11º     | 8     |
| 9º   | 25 | Joshua Brookes       | Milwaukee BMW            | BMW S1000 RR           | 22   | +15.106   | 14º     | 7     |
| 10º  | 7  | Chaz Davies          | Aruba.it Racing - Ducati | Ducati 1199 Panigale R | 22   | +16.276   | 9º      | 6     |
| 11º  | 17 | Karel Abraham        | Milwaukee BMW            | BMW S1000 RR           | 22   | +30.147   | 16º     | 5     |
| 12º  | 40 | Román Ramos          | Team GoEleven            | Kawasaki ZX-10R        | 22   | +30.251   | 17º     | 4     |
| 13º  | 15 | Alex De Angelis      | IodaRacing               | Aprilia RSV4 RF        | 22   | +30.437   | 18º     | 3     |
| 14º  | 22 | Alex Lowes           | Pata Yamaha              | Yamaha YZF R1          | 22   | +39.946   | 5º      | 2     |
| 15º  | 20 | Sylvain Barrier      | Pedercini Racing         | Kawasaki ZX-10R        | 22   | +53.515   | 15º     | 1     |
| 16º  | 9  | Dominic Schmitter    | Grillini Racing          | Kawasaki ZX-10R        | 22   | +58.450   | 19º     |       |
| 17º  | 11 | Saeed Al Sulaiti     | Pedercini Racing         | Kawasaki ZX-10R        | 22   | +1'01.836 | 20º     |       |
| 18º  | 56 | Péter Sebestyén      | Team Tóth                | Yamaha YZF R1          | 22   | +1'30.672 | 22º     |       |
| 19º  | 10 | Imre Tóth            | Team Tóth                | Yamaha YZF R1          | 21   | +1 giro   | 23º     |       |

#### Ritirati
| Nº | Pilota           | Squadra                 | Motocicletta           | Giri | Griglia |
| -- | ---------------- | ----------------------- | ---------------------- | ---- | ------- |
| 46 | Mike Jones       | Desmo Sport Ducati      | Ducati 1199 Panigale R | 11   | 21º     |
| 2  | Leon Camier      | MV Agusta Reparto Corse | MV Agusta 1000 F4      | 7    | 10º     |
| 32 | Lorenzo Savadori | IodaRacing              | Aprilia RSV4 RF        | 2    | 8º      |

### Supersport

#### Arrivati al traguardo
| Pos. | Nº | Pilota              | Squadra                             | Motocicletta     | Giri | Tempo     | Griglia | Punti |
| ---- | -- | ------------------- | ----------------------------------- | ---------------- | ---- | --------- | ------- | ----- |
| 1º   | 21 | Randy Krummenacher  | Kawasaki Puccetti Racing            | Kawasaki ZX-6R   | 18   | 28'34.745 | 3º      | 25    |
| 2º   | 64 | Federico Caricasulo | Bardahl Evan Bros. Honda Racing     | Honda CBR600RR   | 18   | +2.747    | 4º      | 20    |
| 3º   | 13 | Anthony West        | Tribeca Racing                      | Yamaha YZF R6    | 18   | +2.761    | 13º     | 16    |
| 4º   | 11 | Christian Gamarino  | Team GoEleven                       | Kawasaki ZX-6R   | 18   | +2.917    | 7º      | 13    |
| 5º   | 2  | Patrick Jacobsen    | Honda World Supersport              | Honda CBR600RR   | 18   | +3.200    | 2º      | 11    |
| 6º   | 25 | Alex Baldolini      | Race Department ATK#25              | MV Agusta F3 675 | 18   | +3.545    | 6º      | 10    |
| 7º   | 4  | Gino Rea            | GRT Racing                          | MV Agusta F3 675 | 18   | +3.558    | 18º     | 9     |
| 8º   | 69 | Ondřej Ježek        | Team GoEleven                       | Kawasaki ZX-6R   | 18   | +12.835   | 14º     | 8     |
| 9º   | 44 | Roberto Rolfo       | Factory Vamag                       | MV Agusta F3 675 | 18   | +12.895   | 22º     | 7     |
| 10º  | 41 | Aiden Wagner        | GRT Racing                          | MV Agusta F3 675 | 18   | +18.172   | 16º     | 6     |
| 11º  | 88 | Nicolás Terol       | Schmidt Racing                      | MV Agusta F3 675 | 18   | +18.195   | 11º     | 5     |
| 12º  | 68 | Glenn Scott         | Gemar Balloons - Team Lorini        | Honda CBR600RR   | 18   | +18.334   | 20º     | 4     |
| 13º  | 63 | Zulfahmi Khairuddin | Orelac Racing VerdNatura            | Kawasaki ZX-6R   | 18   | +19.902   | 17º     | 3     |
| 14º  | 48 | Alex Phillis        | AARK Racing                         | Honda CBR600RR   | 18   | +19.902   | 23º     | 2     |
| 15º  | 5  | Mitchell Levy       | Landbridge Racing                   | Yamaha YZF R6    | 18   | +38.412   | 24º     | 1     |
| 16º  | 81 | Luke Stapleford     | CIA LandlordInsurance Profile Honda | Honda CBR600RR   | 18   | +39.012   | 15º     |       |
| 17º  | 16 | Jules Cluzel        | MV Agusta Reparto Corse             | MV Agusta F3 675 | 18   | +39.109   | 8º      |       |
| 18º  | 10 | Nacho Calero        | Orelac Racing VerdNatura            | Kawasaki ZX-6R   | 18   | +43.847   | 21º     |       |
| 19º  | 77 | Kyle Ryde           | Ranieri Med - SC Racing             | Yamaha YZF R6    | 18   | +43.891   | 9º      |       |
| 20º  | 35 | Stefan Hill         | CIA Landlord Insurance Honda        | Honda CBR600RR   | 18   | +1'14.210 | 26º     |       |
| 21º  | 83 | Lachlan Epis        | Response RE Racing                  | Kawasaki ZX-6R   | 17   | +1 giro   | 27º     |       |

#### Ritirati
| Nº  | Pilota          | Squadra                      | Motocicletta     | Giri | Griglia |
| --- | --------------- | ---------------------------- | ---------------- | ---- | ------- |
| 1   | Kenan Sofuoğlu  | Kawasaki Puccetti Racing     | Kawasaki ZX-6R   | 15   | 1º      |
| 30  | Kane Burns      | Burns Racing                 | Suzuki GSX-R600  | 15   | 25º     |
| 87  | Lorenzo Zanetti | MV Agusta Reparto Corse      | MV Agusta F3 675 | 9    | 5º      |
| 78  | Hikari Ōkubo    | CIA Landlord Insurance Honda | Honda CBR600RR   | 2    | 19º     |
| 111 | Kyle Smith      | CIA Landlord Insurance Honda | Honda CBR600RR   | 1    | 10º     |